# Pankraz von Freyberg zu Hohenaschau

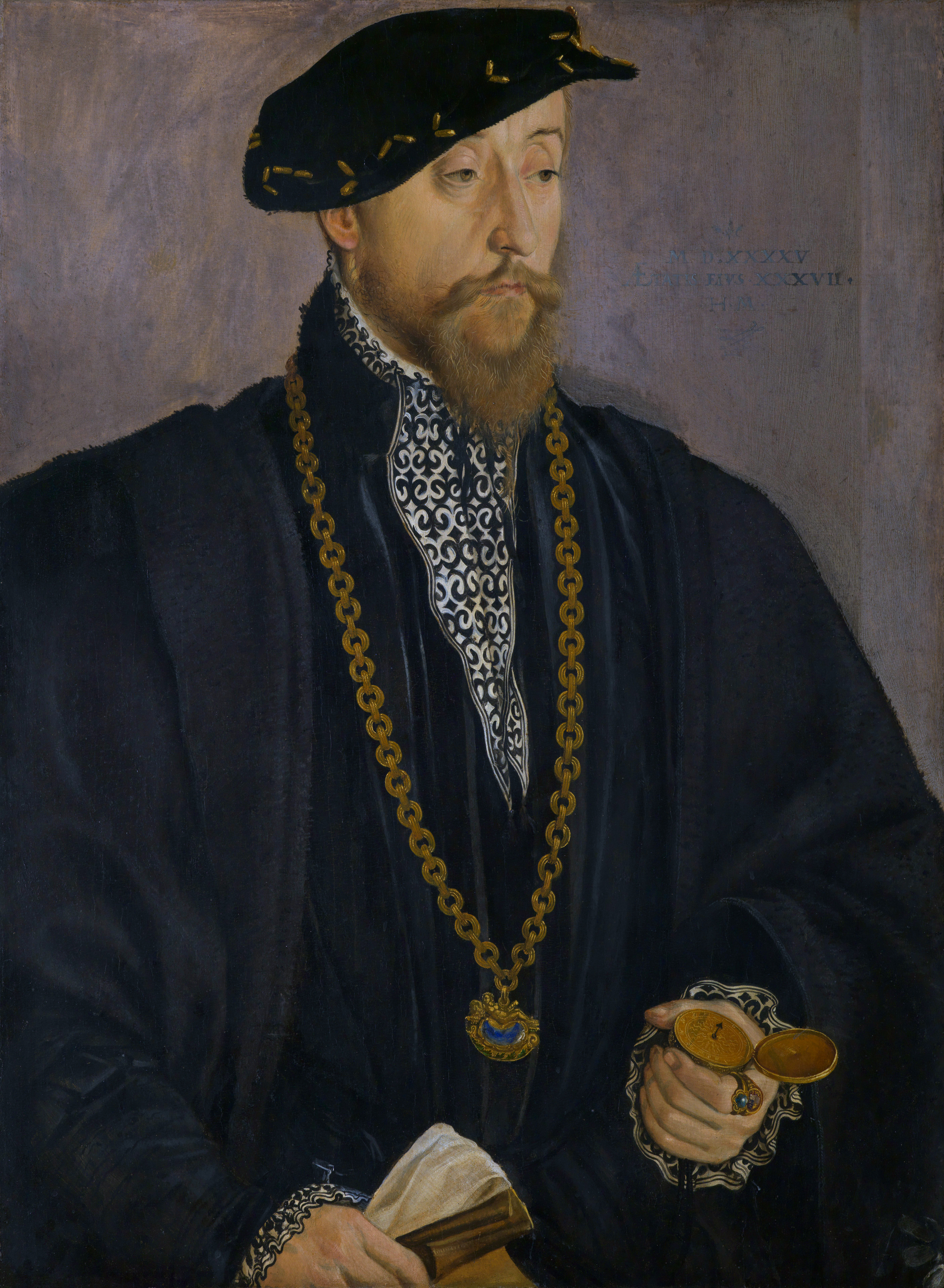
Pankraz von Freyberg, Gemälde von Hans Mielich, 1545

Pankraz von Freyberg zu Hohenaschau (* 1508 auf Schloss Hohenaschau; † 24. Dezember 1565 ebenda) war ein bayerischer Unternehmer, Politiker; er neigte der Reformation zu.

## Familiärer Hintergrund und frühes Leben
Pankraz von Freyberg zu Hohenaschau entstammte dem Geschlecht der Freyberger. Er hatte zwei jüngere Brüder. Seine Mutter Helena, geborene von Münichau war ebenfalls wohlhabender Herkunft; sie war Anhängerin der radikal-reformatorischen Täufer. Als junger Mann nahm Pankraz unter Georg von Frundsberg an Kaiser Karls V. Kriegen gegen Frankreich teil. 1530, als Pankraz nach Hohenaschau zurückkehrte, musste seine Mutter vor dem Zugriff Wilhelms IV fliehen, der den Katholizismus verfocht und streng gegen Abweichler vorging.
Der väterliche Besitz wurde ihm 1535 übertragen. Ab 1536 erhielt er für seine Verdienste in kaiserlichen Diensten das Recht, zusätzlich zu dem Wappen der Freyberger das von Aschau zu tragen. 1538 heiratete Pankraz von Freyberg Maria Kitzscher von Elkofen; mit ihr hatte er fünf Söhne und zwei Töchter. Pankraz' Frau übernahm nach seiner Berufung an den herzöglichen Hof ab 1550 die Verwaltung Hohenaschaus. Von dem Erbe der 1540 verstorbenen Mutter konnte Pankraz Schloss Wildenwart erwerben. Wegen seiner Weigerung, die Schulden seines Bruders zu begleichen, wurde Pankraz 1544 kurzzeitig in Haft genommen. 
Nachdem der Propst von Herrenchiemsee behauptet hatte, er hinge der Lutherischen Lehre an, strebte Pankraz ein Verfahren wegen Verleumdung an, das er gewann. Es ist nicht bekannt, ob Pankraz sich offen als Anhänger der Reformation gezeigt hatte, Hintergrund für die Behauptungen mag der Ruf der Mutter in Glaubensfragen gewesen sein.

## Bergbau- und Hüttenunternehmer

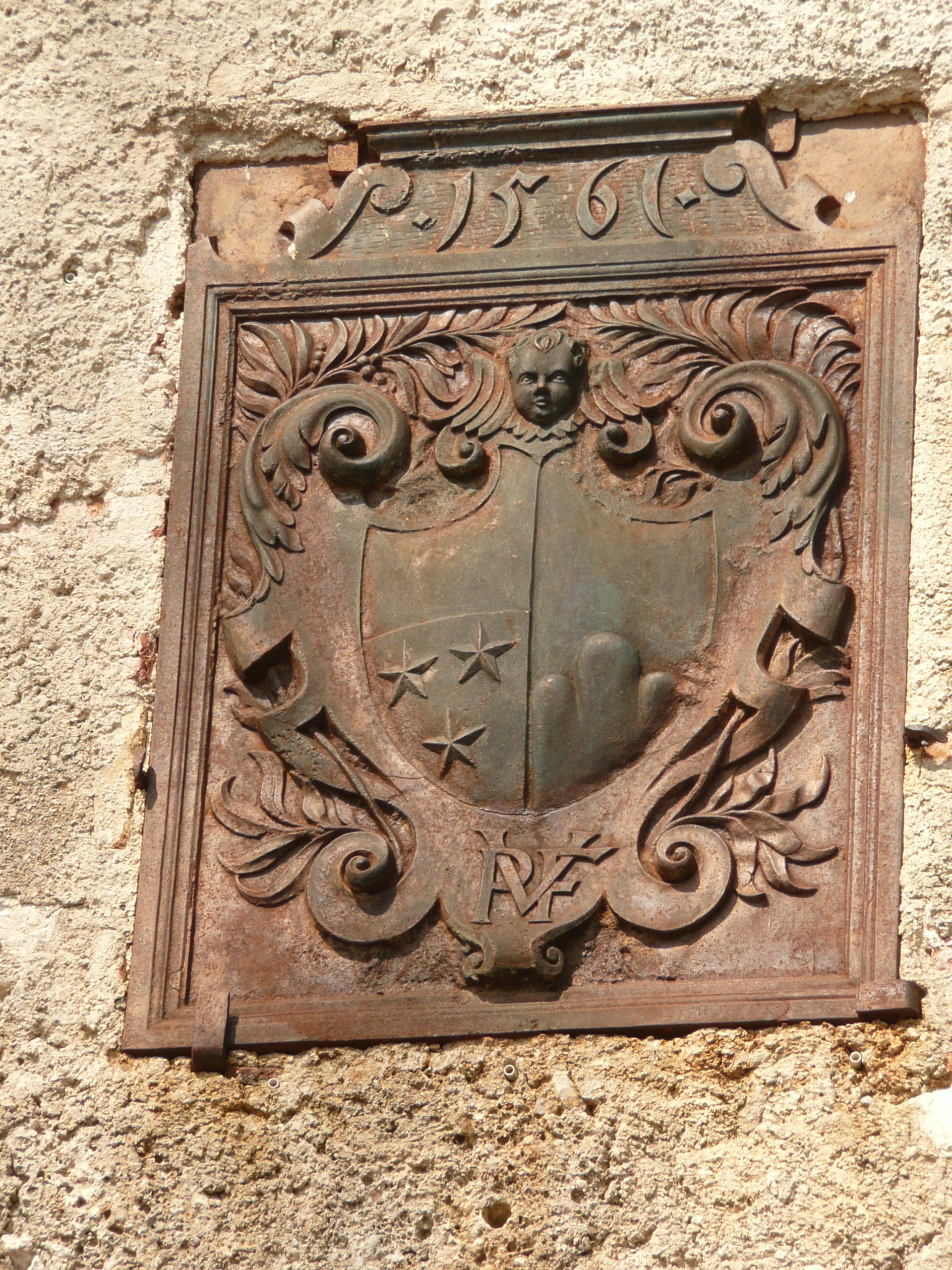
Gusseisernes Wappen Pankraz v. Freybergs in der Mauer von Schloss Hohenaschau

Als Unternehmer im Bergbau und im Hüttenwesen war Pankraz bedeutsam für die frühe industrielle Entwicklung im Chiemgau, der bis dahin von Landwirtschaft geprägt gewesen war. Im Jahr 1546 erhielt er das Bergrecht an der Kampenwand. Nachdem er 1549 außerdem eine Brauerei erworben hatte, kaufte er 1552 die Konzessionen für die Erzgruben am Kressenberg bei Teisendorf. Er errichtete jeweils eine Hütte mit Hammerwerk in Aschau und in Hammerau.

## Politische Laufbahn

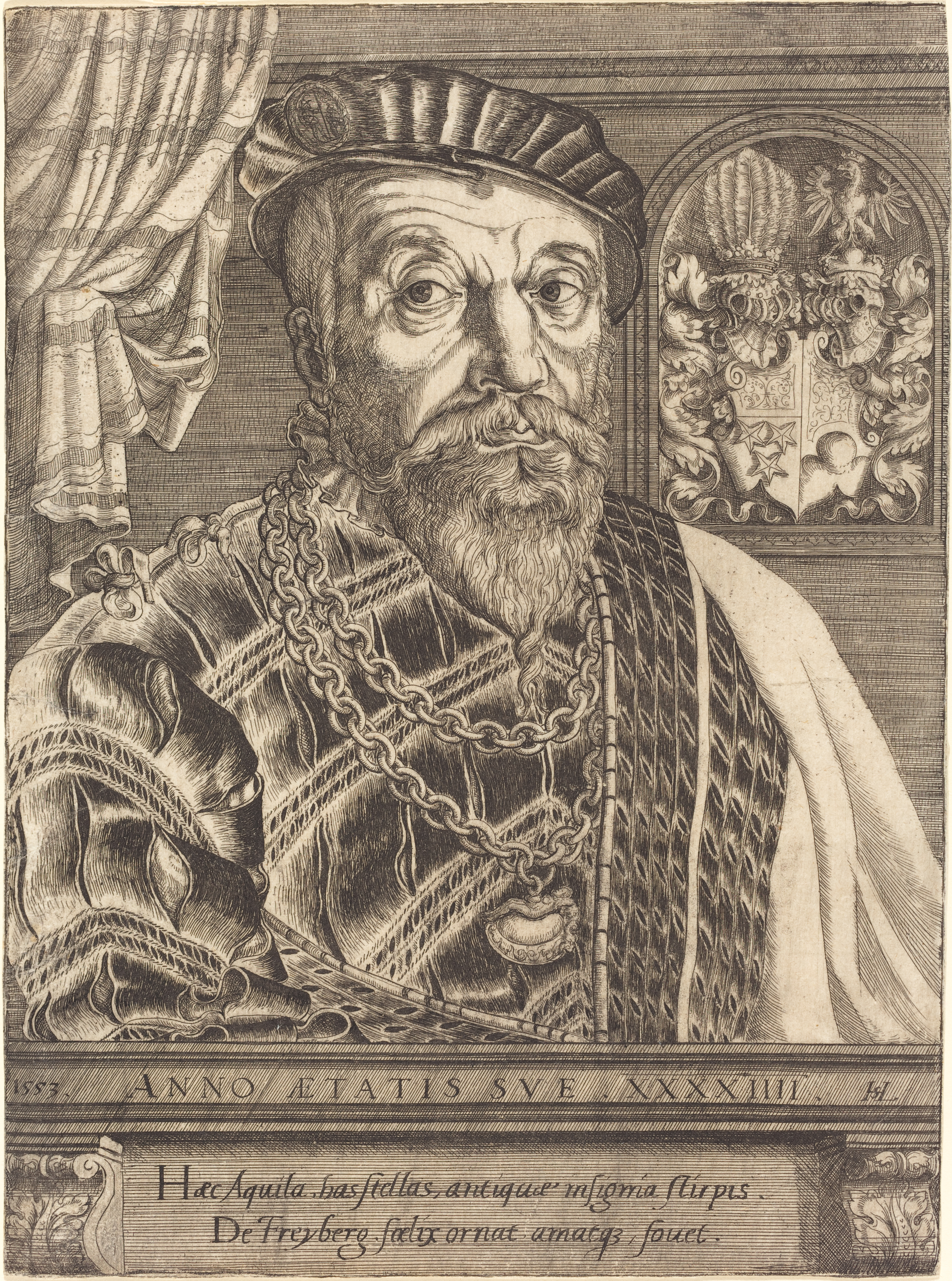
Kupferstich von Hans Lautensack, 1553

Bereits ab 1538 hatte er sich an Landtagen beteiligt. Von 1544 bis 1548 war er Pfleger in Aibling. Herzog Albrecht V. berief ihn 1550 als Geheimen Kammerrat an seinen Hof nach München. 1553 stieg er zum Hofmarschall und damit zum obersten Verwaltungsbeamten auf. Pankraz hatte auch den Befehl über die Kriegsmannschaft und die Aufsicht über das Zeughaus inne. Im Haus Pankraz' in München befanden sich auch die Ämter seiner Besitzungen in Hohenaschau und Wildenwart.
Zusammen mit anderen lutherischen Angehörigen der Landstände trat Pankraz von Freyberg bei Albrecht V. für Freiheiten in Religionsfragen ein. Im Austausch gegen ein Nachgeben in Steuerfragen konnten Albrecht Zugeständnisse abgerungen werden. So schickte er 1555 einen Boten nach Rom, um auf dem Konzil von Trient für die Freigabe des Laienkelches zu werben. Ab 1556 waren Laienkelch, Priesterehe und das Brechen der Fastenregeln in Bayern straffrei, wenngleich verboten.
Zu ersten Auseinandersetzungen mit Herzog Albrecht kam es 1558, als er bei der Ostermesse im Kloster Fürstenfeld nahe München das Abendmahl in beiderlei Gestalt – Brot und Wein – forderte, allerdings nicht erhielt. Nach dem Erstarken der katholischen Partei am Hof kamen Gerüchte auf, Pankraz habe Amtsgeheimnisse verraten und strebe nach Reichsunmittelbarkeit für seine Besitzungen. 1561 bat er um einen Rücktritt in Ehren und wurde von Herzog Albrecht entlassen. Fortan widmete er sich dem Verfassen theologischer Schriften. 
Nachdem auf dem Landtag in Ingolstadt 1563 die Freigabe des Augsburger Bekenntnisses gefordert worden und der Konflikt zwischen den evangelischen Adligen und dem Herzog eskaliert war, wurde Pankraz von Freyberg zusammen mit Joachim von Ortenburg und Wolf Dietrich von Maxlrain, mit denen er in engem Briefkontakt gestanden hatte, mit dem Verdacht der Verschwörung belegt und im Juni 1564 unter Anklage gestellt. Im Prozess konnte nur der Vorwurf der Beleidigung des Herzogs aufrechterhalten werden. Trotz einer Abbitte wurde er in Haft genommen, auch weil er sich weigerte, preiszugeben, wer ihn von dem anstehenden Prozess in Kenntnis gesetzt hatte. Nach zwei Monaten im Münchner Falkenturm wurde er entlassen, vom Landtag ausgeschlossen und auf seine Güter verbannt, wo er ein Jahr später starb.